# Lake Waukomis (Misuri)
Lake Waukomis es una ciudad ubicada en el condado de Platte en el estado estadounidense de Misuri. En el Censo de 2010 tenía una población de 870 habitantes y una densidad poblacional de 843,99 personas por km².

## Geografía
Lake Waukomis se encuentra ubicada en las coordenadas 39°13′58″N 94°38′16″O / 39.23278, -94.63778. Según la Oficina del Censo de los Estados Unidos, Lake Waukomis tiene una superficie total de 1.03 km², de la cual 0.71 km² corresponden a tierra firme y (31.16%) 0.32 km² es agua.

## Demografía
Según el censo de 2010, había 870 personas residiendo en Lake Waukomis. La densidad de población era de 843,99 hab./km². De los 870 habitantes, Lake Waukomis estaba compuesto por el 95.63% blancos, el 0% eran afroamericanos, el 0% eran amerindios, el 1.26% eran asiáticos, el 0% eran isleños del Pacífico, el 0.69% eran de otras razas y el 2.41% pertenecían a dos o más razas. Del total de la población el 3.33% eran hispanos o latinos de cualquier raza.